# Вараз Шапух
Вараз-Шапух (арм. Վարազ-Շապուհ) — армянский нахарар из рода Камсаракан, известный своей ролью в сопротивлении Сасанидской Персии в IV—V веках. Упоминается в контексте Аварайрского восстания (451 год) и политики армянской знати после раздела Армении 387 года.
Принадлежал к знатному роду Камсараканов, который являлся ветвью династии Аршакидов. Его имя сочетает армянский («Վարազ» — «вепрь», символ силы) и персидский («Շապուհ» — «царский») элементы, что характерно для армяно-персидской знати того периода.
Активно участвовал в антиперсидском сопротивлении после раздела Армении в 387 году. Согласно Лазару Парпеци, пытался заручиться поддержкой Византии против Сасанидов. Его роль в Аварайрской битве (451 год) менее документирована, чем участие Вардана Мамиконяна, но ряд исследователей включают его в число руководителей восстания.

## Историческое значение
Вараз-Шапух представляет пример «тихого сопротивления» армянской знати после утраты независимости Армении. Его деятельность демонстрирует:
- Сложное положение армянских нахараров между Персией и Византией
- Сохранение национальной идентичности под иноземным гнётом
- Преемственность политических традиций династии Аршакидов